# Кавалер-кинг-чарльз-спаниель
Кавалер-кинг-чарльз-спаниель (англ. Cavalier King Charles Spaniel) — порода собак-компаньонов, маленький спаниель. Как и все спаниели, может поднимать птицу в подлеске, но всегда использовался именно в качестве домашнего любимца.

## История породы
Происхождение кавалера тесно связано с происхождением другого той-спаниеля — кинг-чарльз-спаниеля, а как самостоятельная порода кавалер-кинг-чарльз был признан лишь в XX веке.

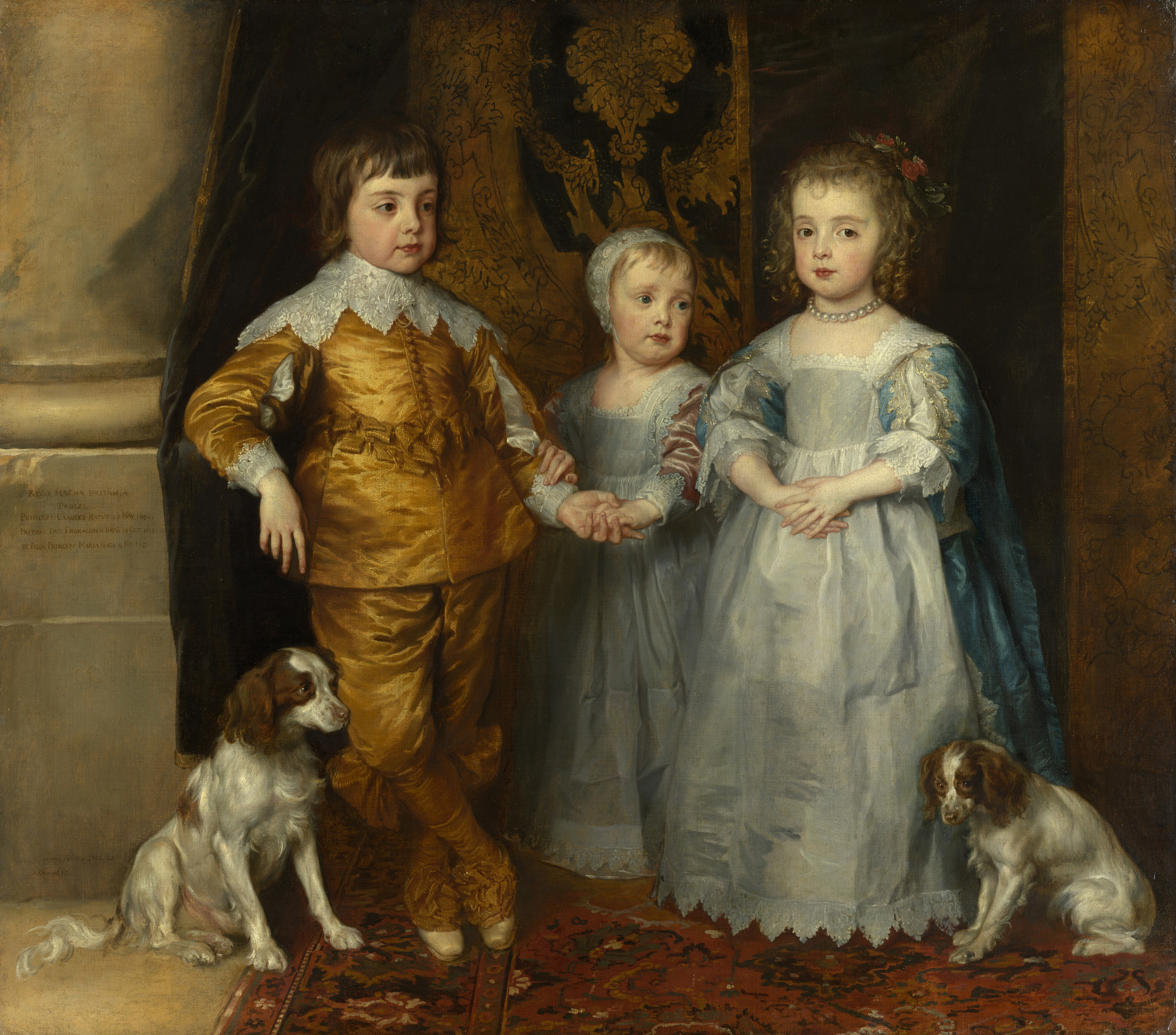
Ван Дейк. Портрет трёх старших детей Карла I

Вероятно, популярные в Азии маленькие собачки типа спаниелей, такие как японский хин и тибетский спаниель, были завезены в континентальную Европу и привели к возникновению той-разновидностей европейских спаниелей. Маленьких той-спаниелей можно увидеть на полотнах европейских художников — итальянских, немецких, французских, голландских, испанских — уже в XV—XVI веках. Той-спаниели пользовались большим спросом в королевских дворах и богатых домах Европы. Считалось, что они могут облегчить боль и снять напряжение. Английский той-спаниель достиг расцвета во времена правления династии Стюартов. Короля Карла II всегда сопровождали несколько маленьких спаниелей, и его именем названа порода. Начиная с правления Вильгельма III Оранского, который любил мопсов, кинг чарльз спаниели потеряли популярность при королевском дворе, а той-спаниели, которых содержали в домах аристократии, стали менять свой облик под влиянием моды на мопсов. Кинг-чарльзы нового типа обладали короткой мордочкой, куполообразным черепом и низко посаженными ушами. Некоторое время сохранялся и старый тип с длинной мордой и плоской головой, но в конце XIX века короткомордые кинг-чарльзы полностью возобладали.
Исторический облик английского-той спаниеля был возрождён группой заводчиков-энтузиастов, собак этого типа назвали в честь короля кавалеров. Первый стандарт породы кавалер-кинг-чарльз-спаниель был установлен в Великобритании в 1928 году. Английский кеннел-клуб признал породу в 1945 году, а FCI — в 1955.

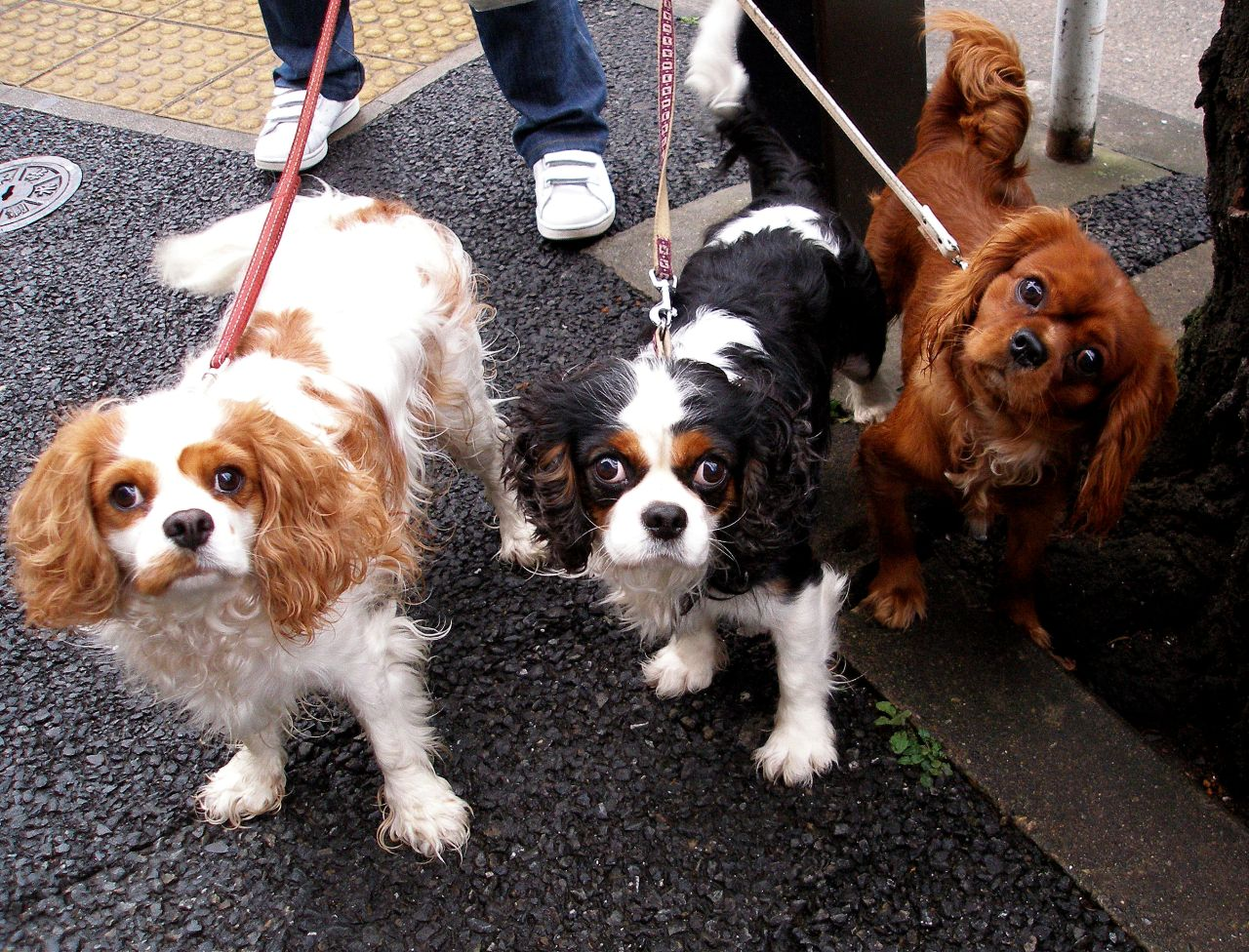
Кавалер-кинг-чарльз-спаниели разных окрасов

## Внешний вид
Кавалер-кинг-чарльз-спаниель — изящная, грациозная, активная собака с приятным выражением. Голова выглядит плоской между ушами, морда конической формы, нос чёрный. Глаза круглые, большие, тёмные, поставлены широко. Длинные уши поставлены высоко, обильно покрыты шерстью. Корпус короткий, спина ровная, рёбра округлые. Хвост посажен невысоко, держится радостно, но не выше уровня спины, прежде купировался на 1/3 длины.

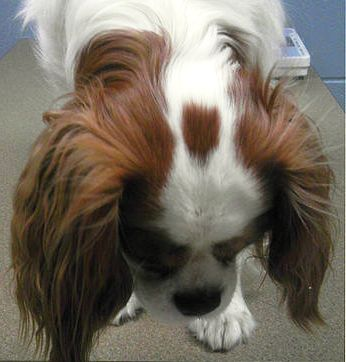
Пятно Бленхейма

Шерсть длинная, шелковистая, может быть чуть волнистой, украшающий волос образует обильные очёсы, выставочных собак не стригут. Стандарт породы предусматривает четыре окраса:
- Чёрно-подпалый - насыщенный чёрный, с яркими рыжевато-коричневыми отметинами на морде, ногах, груди, внутренней стороне ушей, под хвостом и пятнами над глазами.
- Трехцветный -  белый, с черными пятнами, рыжевато-коричневыми отметинами на щеках, внутренней стороне ушей, под хвостом и пятнами над глазами. Между глазами есть белая полоса.
- Блейнхейм - основной цвет белый, с каштаново-красными пятнами. По центру макушки должна быть чёткая проточина каштаново-красного цвета.
- Рубин - одноцветный, насыщенный каштаново-красный

Окрас бленхейм описывается как яркие, чётко очерченные каштановые пятна на жемчужно-белом фоне. Тёмные пятна на голове располагаются симметрично, оставляя достаточное белое поле на лбу и между ушами. В этом месте может располагаться каштановое ромбовидное «пятно Бленхейма», которое особо ценится и считается уникальным признаком породы. Существует легенда, что этот окрас был получен и закреплён герцогом Мальборо и назван в честь битвы при Бленхейме.

## Темперамент и использование
Кавалер-кинг-чарльз-спаниели активны, эмоциональны и бесстрашны. Собаки игривы, ласковы и не склонны проявлять нервозность. Они пригодны к непродолжительной охоте, и в целом — отличные декоративные собаки.